# Šporka
Šporka, někdy uváděna jako Sporka (německy Rohnbach nebo Ronbach, případně Sporkabach) je malý vodní tok, potok, který náleží do povodí Ploučnice na severu Čech, v Zákupské pahorkatině. Celý jeho tok se nalézá v okrese Česká Lípa. Šporka pramení pod Lužickými horami poblíž obce Polevsko a po 23,2 km končí jako pravostranný přítok Ploučnice u České Lípy.

## Historický popis toku
Historicky v německých zdrojích je potok popisován jako „Rohnbach“, pramenící jako „Sporkabach“ na vrchu „Klingstein“ v nadmořské výšce 600 m nedaleko Polevska (Blottendorf). Potok přijímal pod hřbitovem druhý pramen a pak v lukách dolního Polevska potůček přitékající z vrchu „Tannebergsattel“ (Jedličná), jehož pramen od roku 1902 využívala obec Arnultovice k zásobování pitné vody.

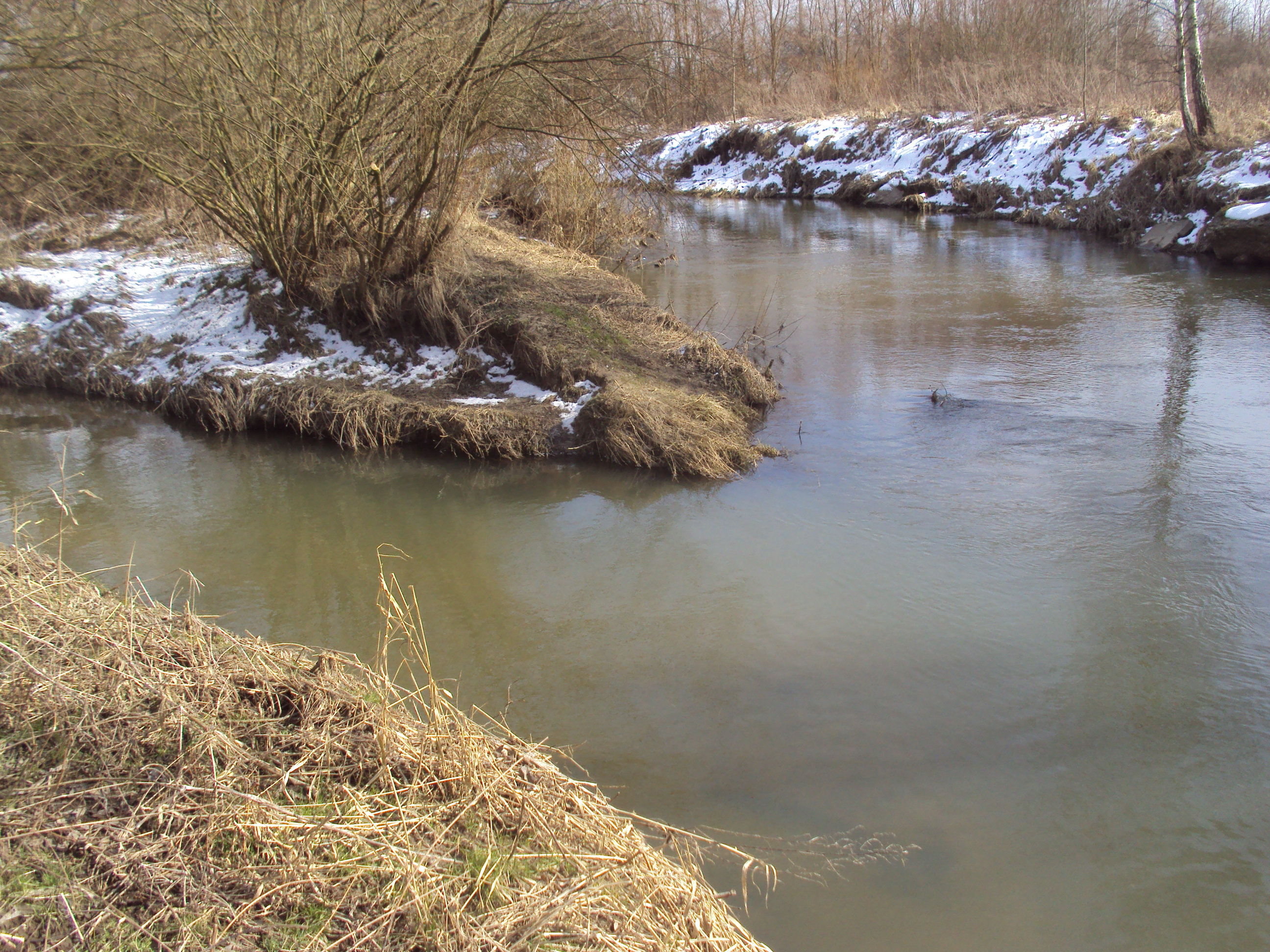
Soutok Šporky a Ploučnice

Potok dále protékal Arnultovicemi, dotýkal se městečka Bor (Haida), pokračoval přes Skalici (Langenau), kde zprava přijímal 4 km dlouhý a z více pramenů sestávající potok „Schaibaer Bach“ (pramenící v lese zvaném Schaibaer Wald) a u Josefsdorfu (nyní Svobodná Ves) 5 km dlouhý potok „Rebenkabach“, vytékající z pramenů (zvaných „Reh-bänkenquellen“) ve skalickém farním lese (Pfarrwald).
Pod Josefsdorfem se stáčel na západ, protékal katastrem Manušic a pod vsí přibíral zleva 1,5 km dlouhý potok „Schaßlowitzer Bach“. Tok Šporky se pak prudce stáčel na západ k hornolibchavskému vrchu „Kirschberg“ (též Weinberg), který ze severu obtékal a přibíral zprava výtok z Manušických rybníků (Manischer Teiche), poté 9 km dlouhý „Wolfersdorfer Bach“. Ten pramenil na vrchu „Tschachen“ (Čachnov) pod názvem „Forellen Bach“ a u čp. 30 v Nové Vsi (Neudörfel) nabíral potok „Langenbirken Bach“ (též Guttbuschflurwasser), protékal Volfarticemi (též jako „Weißbach“ či „Tschachen Bach“) a Horní Libchavou (Oberliebich), dále tekl opět směrem na jih k Dolní Libchavě, od Manušic již pod názvem „Rohnbach“, před D. Libchavou zprava nabíral vodu z vrchu „Schossenberg“ (nyní Radečský kopec) a zprava ústil do Ploučnice.

## Popis toku

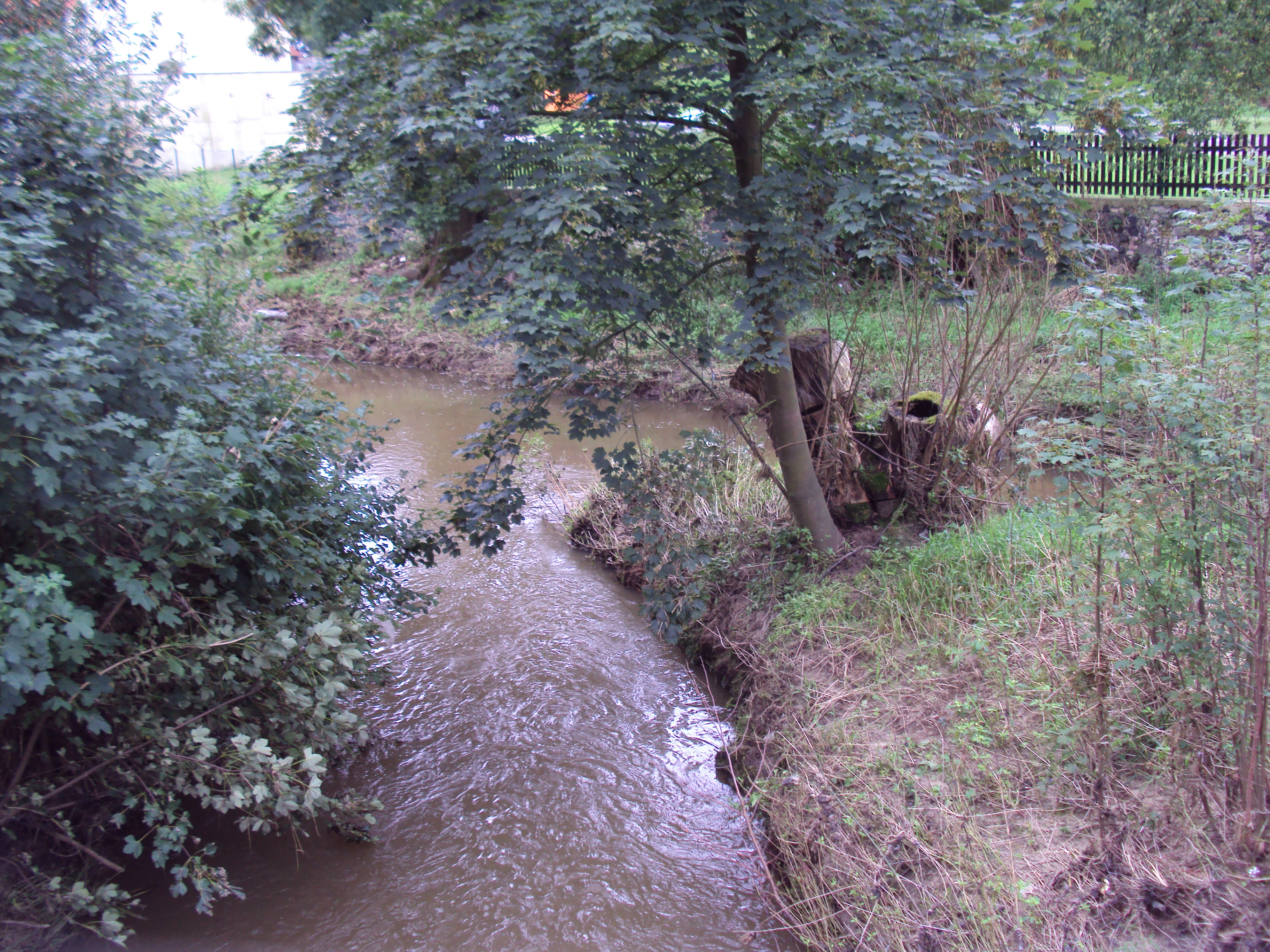
Soutok Šporky s Libchavou v Horní Libchavě

Pramení ve výšce 543,4 m n. m. 700 metrů severně od obce Polevsko a města Nový Bor, na území náležejícím pod CHKO Lužické hory a teče převážně na jih. Zprvu jako potůček obcí Polevsko, poté se stáčí na jihozápad, pokračuje Arnultovicemi a Novým Borem a již jako potok podtéká silnici č. 9 v úseku mezi Českou Lípou a Novým Borem. Poté teče na jih krajinou již patřící k Zákupské pahorkatině svým korytem obcí Skalice u České Lípy, za obcí se klikatí a vytváří četné meandry. Míjí vesnice Manušice a Častolovice patřící administrativně k České Lípě, pak se odvrací na západ k Horní Libchavě, pokračuje na jih přes Dolní Libchavu, kde podchází silnici 268, zde zvanou i Děčínskou ulicí. Poté podtéká železniční trať mířící z České Lípy do Děčína a severně nad českolipskou čtvrtí Dubice se vlévá v nadmořské výšce 242,7 m zprava do Ploučnice. Vody Šporky pak spolu s Ploučnicí končí v Labi u Děčína. Plocha celého povodí je udána 70,1 km2.

## Významnější přítoky
- Skalický potok – zprava ve Skalici u České Lípy
- Libchava – zprava u zámku Horní Libchava

## Rybářský revír
Na spodním toku se jedná o revír 443 028 v péči MO ČRS Česká Lípa.